# 대만 직업봉구 대연맹
대만직업봉구대연맹(중국어 정체자: 台灣職業棒球大聯盟, Taiwan Major League, TML)은 1997년부터 2002년까지 중화민국에서 운영되었던 프로 야구 리그이다. 줄여서 타이완 대연맹(台灣大聯盟)이라고 부르기도 한다.

## 설립 배경
1992년에 쥔궈 베어스와 스바오 이글스, 성바오 자이언츠가 중화 직업봉구 대연맹에 가맹 신청을 했는데, 유독 성바오 자이언츠만이 가맹 인가를 받지 못했다. 이에 성바오 자이언츠의 모기업인 성바오(聲寶)는 1995년에 새로운 프로야구 리그 결성 입장을 표명했다. 같은 해 12월 1일에 성바오와 니옌다이 방송국(年代電視台)의 지원 아래 '나루완 유한책임회사'(那魯灣股份有限公司)를 설립하였다. 나루완 회사는 새로운 프로야구 리그인 '대만직업봉구대연맹'의 운영을 맡게 되었다. 1997년 2월 28일에 타이베이 타이양 팀과 자난 루카 팀의 개막전을 시작으로, 리그가 본격적으로 출범했음을 알렸다.

## 리그의 특징과 역사
1997년에, 경쟁 리그인 중화 직업봉구 대연맹에서 불법 도박과 승부 조작 사건이 일어났다. 이 사건으로 중화직봉리그의 인기가 떨어지면서 관중 수가 줄어들었는데, 이로 인해 타이완 대연맹 리그는 반사 이익을 얻을 수 있었다.
타이완 대연맹은 리그의 선수들을 각 구단이 아닌 연맹 자체에서 관리하는 독특한 시스템을 가지고 있었다. 이 덕분에 4개 팀의 전력이 균형을 이루는 장점을 가질 수 있었지만, 각 팀간의 경쟁 의식이 희박하다는 약점도 함께 안고 있었다. 이 약점으로 인해 타이완 대연맹의 인기는 점점 식어들어갔고, 결국 2002년 시즌 종료 뒤에 경쟁 연맹이었던 중화직봉과 연맹 합병을 진행하게 되었다. 중화직봉연맹은 타이완 대연맹에 4개의 팀을 2개로 줄인 뒤, 각 팀에 모기업을 붙이는 요구사항을 붙이는 조건으로 합병을 최종 승인하였다.

## 참가 구단
※4개의 구단 모두 나루완 유한책임회사가 보유하고, 팀별로 별개의 스폰서가 붙는 방식을 취했다. 팀 명칭의 가운데에 스폰서의 이름이 들어가는데, 스폰서가 바뀔 경우 팀 이름도 같이 바뀌게 된다.

### 팀명 변천사
| 연도 | 타이베이 타이양                       | 타이중 진캉                           | 자난 루카                         | 가오핑 레이공                         |
| ---- | ------------------------------------- | ------------------------------------- | --------------------------------- | ------------------------------------- |
| 1997 | 타이베이 성바오 타이양 (台北聲寶太陽) | 타이중 진캉 (台中金剛)                | 자난 니옌다이 루카 (嘉南年代勇士) | 가오핑 셩훠 레이공 (高屏生活雷公)     |
| 1998 | 타이베이 성바오 타이양 (台北聲寶太陽) | 타이중 중치 진캉 (台中中纖金剛)       | 자난 니옌다이 루카 (嘉南年代勇士) | 가오핑 셩훠 레이공 (高屏生活雷公)     |
| 1999 | 타이베이 성바오 타이양 (台北聲寶太陽) | 타이중 진캉 (台中金剛)                | 자난 니옌다이 루카 (嘉南年代勇士) | 가오핑 셩훠 레이공 (高屏生活雷公)     |
| 2000 | 타이베이 성바오 타이양 (台北聲寶太陽) | 타이중 메이덩펑 진캉 (台中媚登峰金剛) | 자난 위안촨 루카 (嘉南遠傳勇士)   | 가오핑 니옌다이 레이공 (高屏年代雷公) |
| 2001 | 타이베이 청타이 타이양 (台北誠泰太陽) | 타이중 메이덩펑 진캉 (台中媚登峰金剛) | 자난 왕크어 루카 (嘉南網客勇士)   | 가오핑 니옌다이 레이공 (高屏年代雷公) |
| 2002 | 타이베이 청타이 타이양 (台北誠泰太陽) | 타이중 홍치 진캉 (台中宏碁金剛)       | 자난 루카 (嘉南勇士)              | 가오핑 니옌다이 레이공 (高屏年代雷公) |

### 중화직봉연맹과의 합병 뒤
- 타이중 진캉 + 지아난 용스 → 나루완 타이양
- 타이베이 타이양 + 가오핑 레이공 → 디이 진캉

## 연도별 리그 결과

### 정규 리그
※강조된 팀은 그 해의 챔피언 시리즈 우승 팀.

　각 팀의 성적은 (승-무-패) 순서로 기록됨.
| 연도 | 1위                     | 2위                               | 3위                               | 4위                   |
| ---- | ----------------------- | --------------------------------- | --------------------------------- | --------------------- |
| 1997 | 지아난 용스 53-1-42     | 타이베이 타이양 53-0-43           | 가오핑 레이공 42-3-51             | 타이중 진캉 43-2-53   |
| 1998 | 가오핑 레이공 62-1-45   | 지아난 용스 57-3-48               | 타이베이 타이양 53-2-53           | 타이중 진캉 40-2-66   |
| 1999 | 타이베이 타이양 48-3-33 | 타이중 진캉 · 지아난 용스 40-2-42 | 타이중 진캉 · 지아난 용스 40-2-42 | 가오핑 레이공 36-1-47 |
| 2000 | 타이베이 타이양 52-2-30 | 가오핑 레이공 40-1-43             | 지아난 용스 37-2-45               | 타이중 진캉 35-3-46   |
| 2001 | 타이중 진캉 43-1-16     | 타이베이 타이양 31-2-27           | 가오핑 레이공 31-1-28             | 지아난 용스 13-0-47   |
| 2002 | 타이중 진캉 47-1-24     | 가오핑 레이공 34-1-37             | 타이베이 타이양 31-2-39           | 지아난 용스 29-2-41   |

### 챔피언 시리즈
| 연도 | 우승 팀         | 경기결과 (승-패) | 승패현황 | 상대팀          |
| ---- | --------------- | ---------------- | -------- | --------------- |
| 1997 | 지아난 용스     | 4-3              | ×○○××○○  | 타이베이 타이양 |
| 1998 | 타이베이 타이양 | 4-3              | ○××○×○○  | 가오핑 레이공   |
| 1999 | 타이중 진캉     | 4-2              | ×○○○×○   | 타이베이 타이양 |
| 2000 | 타이베이 타이양 | 4-0              | ○○○○     | 가오핑 레이공   |
| 2001 | 타이중 진캉     | 4-2              | ○××○○○   | 타이베이 타이양 |
| 2002 | 타이중 진캉     | 4-1              | ○○×○○    | 가오핑 레이공   |

## 같이 보기
- 중화 직업봉구 대연맹

1. ↑  “대만프로야구 양대리그 통합”. 연합뉴스. 2003년 1월 14일. 2023년 8월 11일에 확인함.